# Angaczak
Angaczak (ros. Ангачак) – pasmo górskie w azjatyckiej części Rosji (obwód magadański). Stanowi najbardziej wysunięty na południe odcinek głównej grani Gór Czerskiego. 
Od południa pasmo ogranicza dolina rzeki Kołyma. Od północy łączy się w grani głównej z pasmem Czerge. Według najnowszych pomiarów najwyższym szczytem pasma jest Gora Snieżnaja (Pik Snieżnyj) o wysokości 2293 m. Poprzednio za najwyższy szczyt był uważany Pik Aborigen (aktualnie 2286 m, według nieaktualnych pomiarów 2586 m). Inne wyższe szczyty to m.in. Pik Wodorazdzielnyj (2150 m), Pik Stremlenia (2190 m) i Sziszak (2050 m).   
Pasmo poprzecinane jest wieloma rzekami, znajdują się tu liczne wodospady i jeziora. Największym jeziorem jest Oziero Dżeka Londona (Озеро Джека Лондона) położone na wysokości 803 m w pobliżu szczytu Pik Aborigen. Otoczone jest wieloma innymi, mniejszymi jeziorami i stanowi rezerwat przyrody.  
Pasmo zbudowane jest z granitów; rzeźba alpejska. Układ piętrowy: do 1200–1300 m rzadka tajga modrzewiowa, powyżej sosna syberyjska, a jeszcze wyżej tundra górska. 
W górach żyją m.in. rosomaki, niedźwiedzie, łosie i gronostaje. 
Klimat kontynentalny, subarktyczny. Średnia temperatura stycznia wynosi minus 31-35 °С. W górach często powstają lawiny, częste są też zamiecie śnieżne. Średnia temperatura lipca +12 °C. 